# Sebastian Schaub
Sebastian Schaub (* 19. September 1970) ist ein deutscher Politiker (Bündnis 90/Die Grünen). Er war von 2021 bis 2024 Landesvorsitzender von Bündnis 90/Die Grünen Hessen.

## Leben
Schaub stammt aus München. Er absolvierte ein Studium der Betriebswirtschaftslehre an der Otto-Friedrich-Universität Bamberg, das er als Diplom-Kaufmann abschloss. Anschließend wurde er an der Universität Innsbruck promoviert. Er ist als Unternehmensberater tätig.
Schaub ist verheiratet und hat zwei Kinder.

## Politik
Schaub ist seit 2008 Mitglied bei Bündnis 90/Die Grünen. Ab 2011 war er Mitglied der Stadtverordnetenversammlung von Bad Homburg vor der Höhe und des Kreistags des Hochtaunuskreises. 2014/15 zog er mit seiner Familie nach Limburg an der Lahn um. Seit 2016 ist er Mitglied der Stadtverordnetenversammlung von Limburg, seit 2019 als Vorsitzender der dortigen Grünen-Fraktion.
Bei der Landtagswahl in Hessen 2018 kandidierte Schaub im Wahlkreis Limburg-Weilburg I und auf Platz 30 der Landesliste der Grünen, verfehlte jedoch den Einzug in den Landtag. Bei der 2023 kandidierte er erneut im Wahlkreis Limburg-Weilburg I und auf Platz 36 der Grünen-Landesliste, verfehlte jedoch erneut den Einzug in den Landtag. Schaub war Mitglied der Bundesversammlung 2022.
Schaub wurde am 20. November 2021 gemeinsam mit Sigrid Erfurth zum Landesvorsitzenden der Grünen in Hessen gewählt. Er gewann dabei die Kampfabstimmung gegen Philip Krämer im dritten Wahlgang. Beim Landesparteitag am 27. Januar 2024 kandidierte Schaub nicht erneut für den Landesvorsitz.